# Bärbel Högner
Bärbel Högner (* 1960 in Jugenheim (Bergstraße)) ist eine deutsche Ethnologin, Fotografin und Autorin.

## Leben
Bärbel Högner wurde 2013 mit der Dissertation Chandigarh nach Le Corbusier. Ethnografie einer postkolonialen Planstadt in Indien an der Johann Wolfgang Goethe-Universität Frankfurt am Main promoviert. Sie lehrt an den Universitäten Frankfurt am Main und Heidelberg und lebt in Berlin. Ihr Interesse für die Architektur der Moderne führte sie nach Indien, wo sie am Beispiel der von Le Corbusier geprägten Planstadt Chandigarh das Verhältnis von sozialer zu städtebaulicher Skulptur untersuchte.

## Publikationen
- Typ Berlin – Das Corbusierhaus in Charlottenburg. JOVIS Verlag, Berlin 2008, ISBN 978-3-86859-004-3
- Chandigarh – Living with Le Corbusier. Berlin 2010, ISBN 978-3-86859-137-8
- mit Dietmar Strauch: Konrad Wachsmann. Stationen eines Architekten. Berlin 2013, ISBN 978-3-88777-023-5.
- Chandigarh nach Le Corbusier: Ethnografie einer postkolonialen Planstadt in Indien. Reimer, Berlin 2016, ISBN 978-3-496-01533-8.

## Ausstellungen
- Le Corbusier – die Unité in Berlin, Weißenhofsiedlung Stuttgart, Gebäude Ludwig Mies van der Rohe, 2010[4]
- Leben mit Le Corbusier, Weltkulturen Museum Frankfurt am Main (o. J)[5]